# 三室戸寺

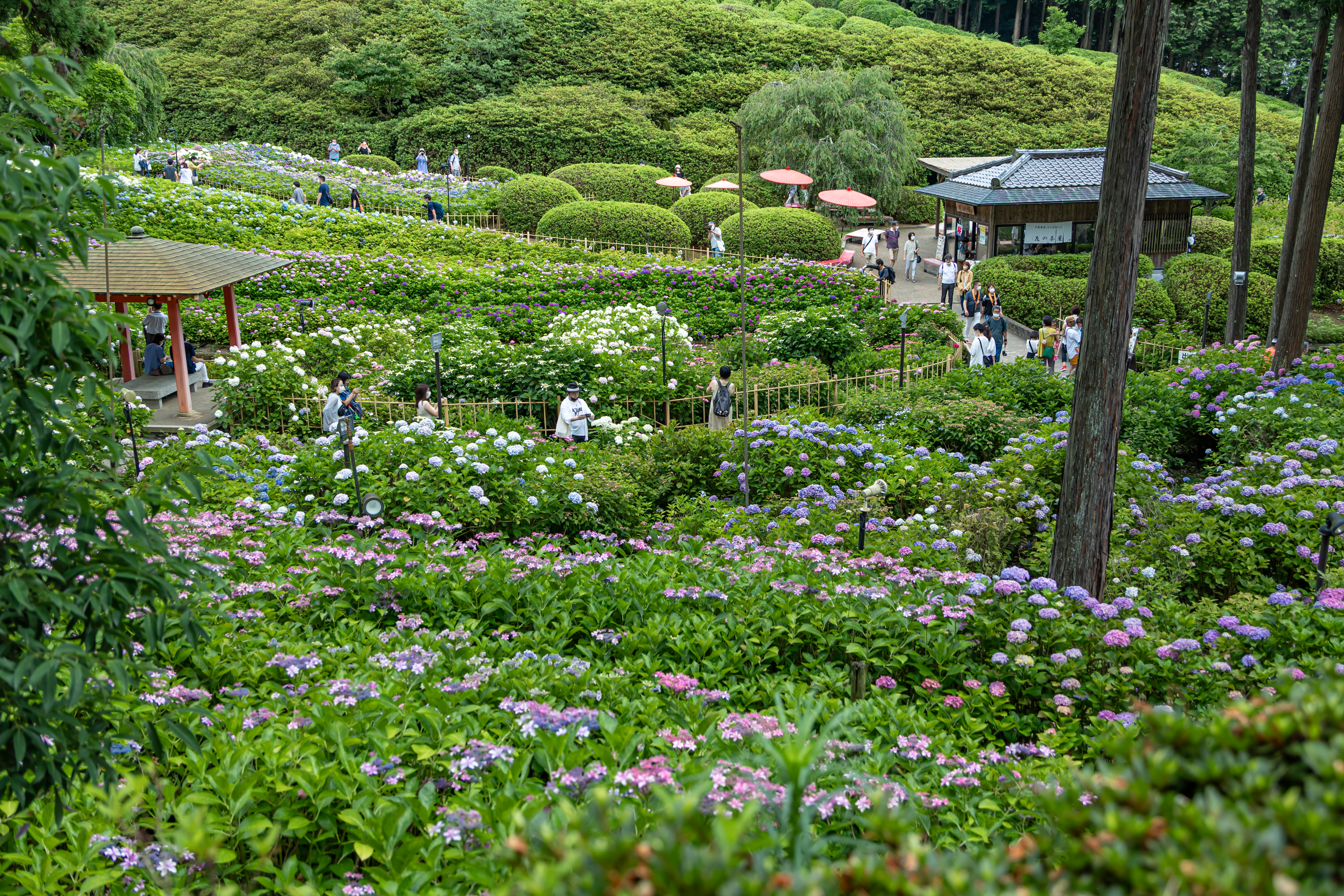
与楽園（2022年6月、アジサイ園）

三室戸寺（みむろとじ）は、京都府宇治市にある本山修験宗の別格本山の寺院。山号は明星山。本尊は千手観世音菩薩。西国三十三所第10番札所。
本尊真言：おん ばざら たらま きりく そわか　
ご詠歌：夜もすがら月をみむろとわけゆけば 宇治の川瀬に立つは白波

## 歴史

### 創建伝承
寺伝によれば、宝亀元年（770年）光仁天皇の勅願により南都大安寺の僧行表が創建したものという。創建と本尊に関しては次のような伝承がある。天智天皇の孫にあたる白壁王（後の光仁天皇）は、毎夜宮中に達する金色の霊光の正体を知りたいと願い、右少弁（右少史とも）藤原犬養なる者に命じて、その光の元を尋ねさせた。犬養がその光を求めて宇治川の支流志津川の上流へたどり着くと、滝壺に身の丈二丈ばかりの千手観音像を見た。犬養が滝壺へ飛び込むと1枚の蓮弁（ハスの花びら）が流れてきて、それが一尺二寸の二臂の観音像に変じたという。光仁天皇がその観音像を安置し、行表を開山として創建したのが当寺の起こりで、当初は御室戸寺と称したという。その後、桓武天皇が二丈の観音像を造立、その胎内に先の一尺二寸の観音像を納めたという。

### 平安時代以後
以上のように、当寺の創建伝承については伝説的色彩が濃く、創建の正確な事情についてははっきりしない。園城寺（三井寺）の僧の伝記を集成した『寺門高僧記』所収の僧・行尊の三十三所巡礼記は、西国三十三所巡礼に関する最古の史料であるが、これによると、11世紀末頃に行尊が三十三所を巡礼した時は、御室戸寺は三十三番目、つまり最後の巡礼地であった。
寛平年間（889年 - 898年）には園城寺の円珍が留錫し、その後、花山法皇がこの地に離宮を設け、当寺を西国三十三所巡礼の第10番札所とした。
長和年間（1012年 - 1017年）には三条天皇により法華三昧堂が、また白河天皇によって常行三昧堂が建立され、荘園の寄進が行われている。康和年間（1099年 - 1103年）に園城寺長吏の隆明大僧正が当寺を中興し、また白河天皇の御願によって園城寺に建立された子院の羅惹院を当寺に移転させ、自らも住するようになると、御室戸の僧正と呼ばれるようになり、御室戸寺も隆盛を誇った。その後、隆明大僧正に深く帰依する堀河天皇によって当寺の伽藍は増修され、塔頭・羅惹院の本尊・尊星王の護摩料所として武蔵国中茎郷領家職の官符を賜わっている。この頃に光仁天皇、花山法皇、白河法皇三帝の離宮になったことから御室戸寺の「御」を、「三」に替えて三室戸寺と称するようになる。
また、白河法皇が熊野を参詣する際に、当寺に於て17日間の護摩供修行が行われたことから、これ以来、熊野検校宮の入峰に際しては、当寺にて17日間の御修行を行うことが佳例とされた。
開創以来、歴代天皇の崇敬を集め寺域も漸次拡張されて伽藍坊舎が年を追って増加していった当寺であったが、寛正3年（1462年）12月13日に食堂より出火し、貝吹堂、観音堂、彼岸所、西塔院、常行堂、宝蔵と延焼し、大伽藍が悉く焼失してしまったが、文明19年（1487年）7月に後土御門天皇の勅を受けた園城寺阿弥陀院の壱阿によって本堂が再建された。
天正元年（1573年）に織田信長に敵対して槙島城に立て籠もった将軍足利義昭の味方をしたため、寺領を悉く没収されて衰退する。しかし、寛永16年（1639年）に道晃法親王によって復興される。
明和年間（1764年 - 1772年）頃に本堂が再び廃頽し、忍興和尚の時に改築を計画したが果すことができなかったが、文化11年（1814年）に法如和尚によって再建された。

## 本尊
本尊は千手観音像であるが、厳重な秘仏で、写真も公表されていない。本尊厨子の前に立つ「お前立ち」像は飛鳥様式の二臂の観音像で、二臂でありながら「千手観音」と称されている。この本尊像に関わる伝承は「歴史」の項で述べたとおりで、高さ二丈の観音像は寛正年間（1460年 - 1466年）の火災で失われたが、胎内に納められていた一尺二寸の二臂の観音像は無事であったという。
秘仏本尊を模して造られた前述の「お前立ち」像は、大ぶりの宝冠を戴き、両手は胸前で組む。天衣の表現は図式的で、体側に左右対称に鰭状に広がっている。こうした像容は奈良・法隆寺夢殿の救世観世音菩薩像など、飛鳥時代の仏像にみられるものである。厨子内の秘仏本尊像自体については、指定文化財でないため、年代等の詳細は不明である。
2008年（平成20年）が西国巡礼の中興者とされる花山法皇の一千年忌にあたることから、2008年（平成20年）から2010年（平成22年）にかけて、西国三十三所の全札所寺院にて札所本尊の「結縁開帳」が行われることとなった。三室戸寺本尊の千手観音像は2009年（平成21年）10月1日 - 11月30日に開扉されたが、これは前回開扉（1925年）以来84年ぶりの公開である。

## 境内

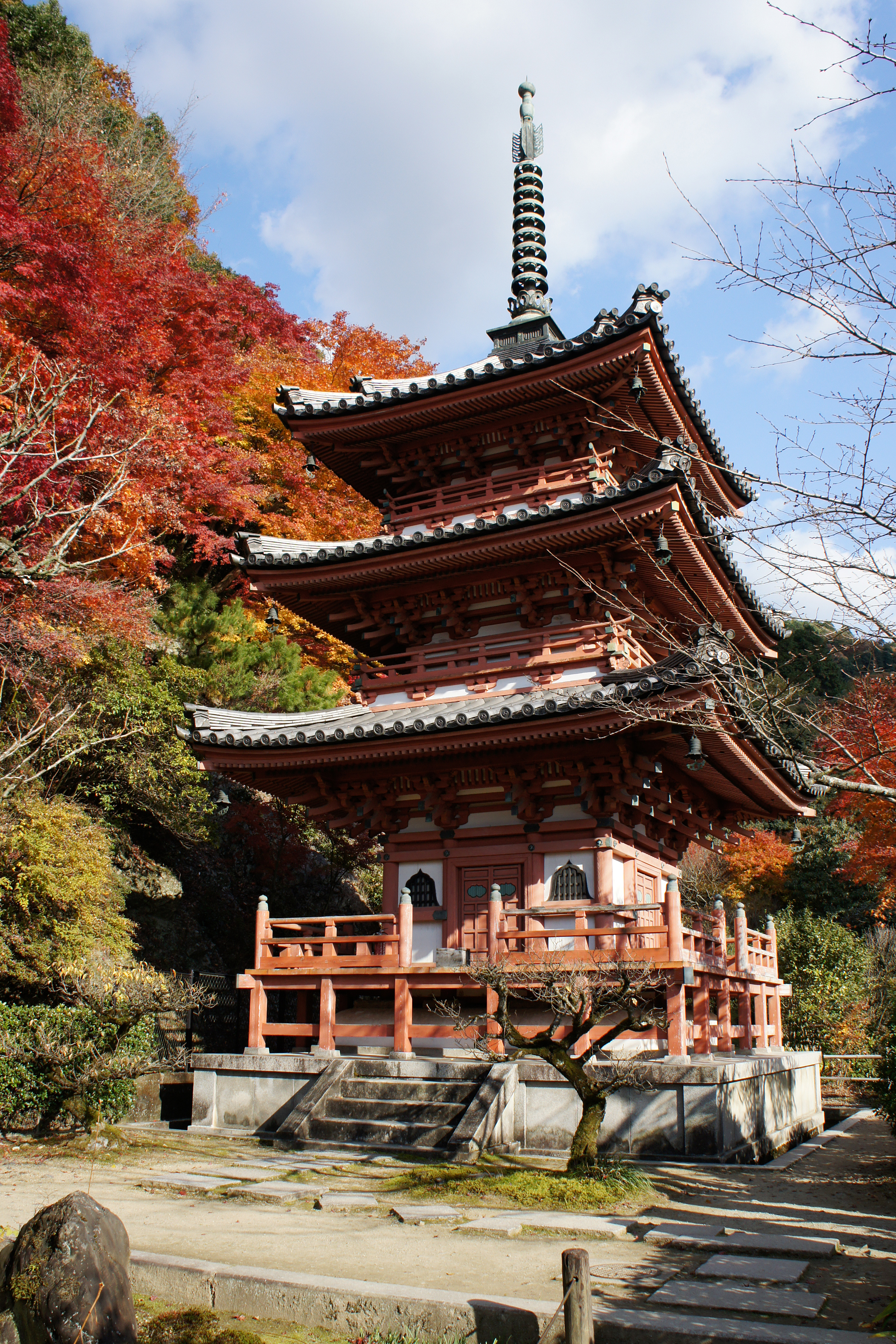
三重塔

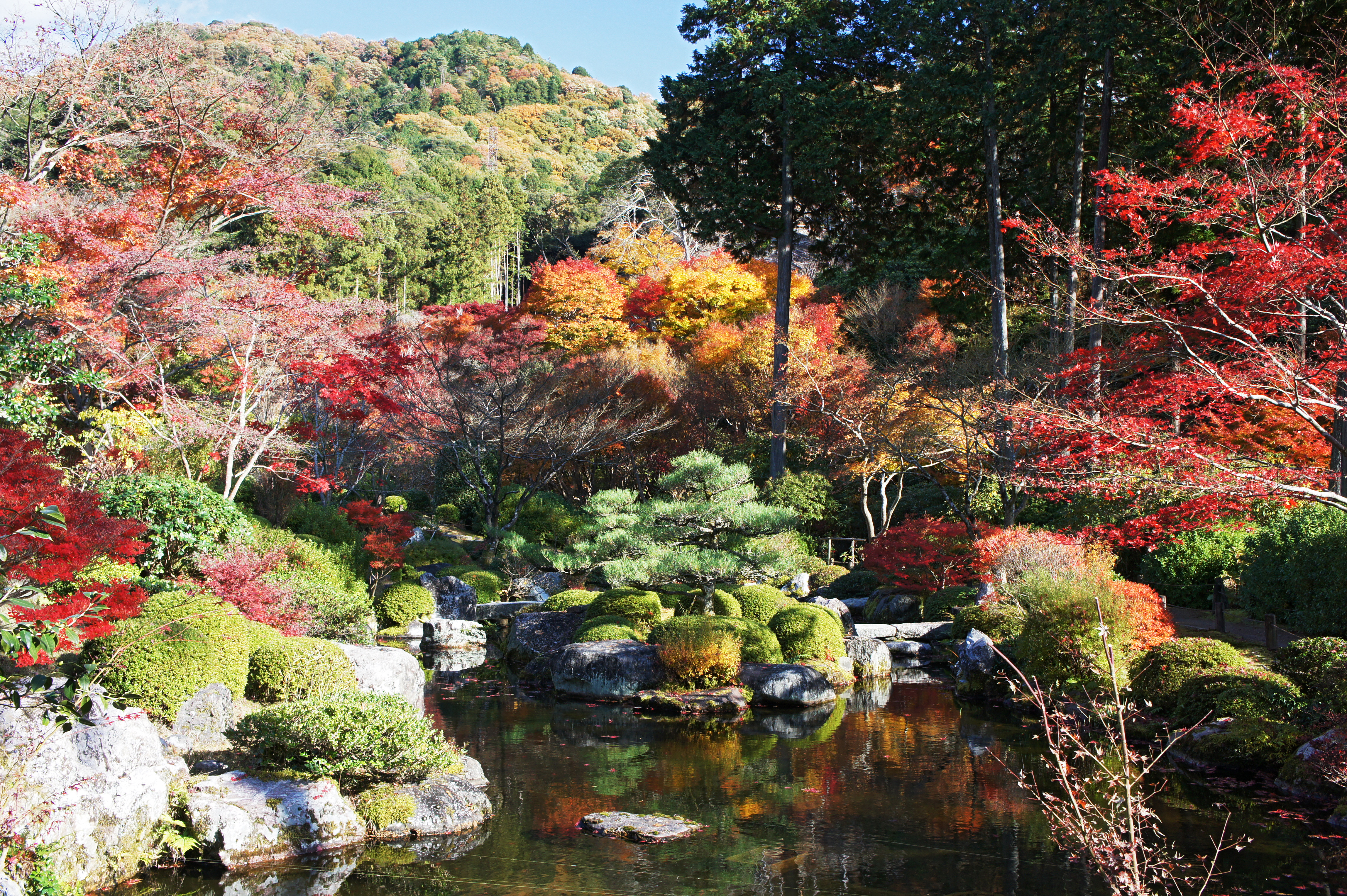
与楽園（11月、池泉回遊式庭園）

- 本堂（京都府指定有形文化財） - 文化11年（1814年）再建。重層入母屋造の重厚な建物で、秘仏の千手観音立像が安置されている。
- 横綱若乃花・横綱貴乃花の手形
- 阿弥陀堂（京都府指定有形文化財） - 元々ここには親鸞の父日野有範の墓があったが、親鸞の娘覚信尼が祖父有範の墓を整備し、その上にお堂を建てて阿弥陀堂とし、その菩提を忌った。
- 鐘楼（京都府指定有形文化財） - 吹き流し形式。
- 三重塔（京都府指定有形文化財） - 元禄17年（1704年）建立の全高16メートルの三重塔で、もとは兵庫県佐用郡三日月村（現・佐用町）の高蔵寺にあったものを、1910年（明治43年）に当寺が買い取って参道西方の丘上に移設した。その後1977年（昭和52年）に境内の現在地（鐘楼の東隣）に移された[4]。
- 十八神社（重要文化財） - 鎮守社。三室戸寺の中にあるが独立した神社であり、三室戸寺の所有ではない。長享元年（1487年）再建。三間社流造で本堂の左背後にある。そもそもは三室村の産土神を祀る三室神社であったが、承和7年（840年）に円珍が山王信仰の十五神を合祀し、十八神社と改めたという。
- 宝蔵庫
- 庫裏
- 浮舟の碑 -  源氏物語宇治十帖の登場人物である浮舟を祀る「浮舟古跡」と刻まれた古碑が、鐘楼脇にある。これは寛保年間に「浮舟古跡社」 を石碑に改めたものと伝えれられている[5]。
- 狛蛇（宇賀神） - 本堂前に鎮座する石像で、身体は蛇がとぐろを巻く姿。近年の作。
- 十三重石塔
- 庭園「与楽園」 - 5,000坪の広さがある。中根金作によって1989年（平成元年）に作庭された枯山水庭園と池泉回遊式庭園の他、広庭からなる。5月は2万株のツツジ、一千本のシャクナゲ、6月は1万株のアジサイ、7月はハス、さらに秋は紅葉の名所にもなる。庭園を整備したのは近年のことである。
- 山門

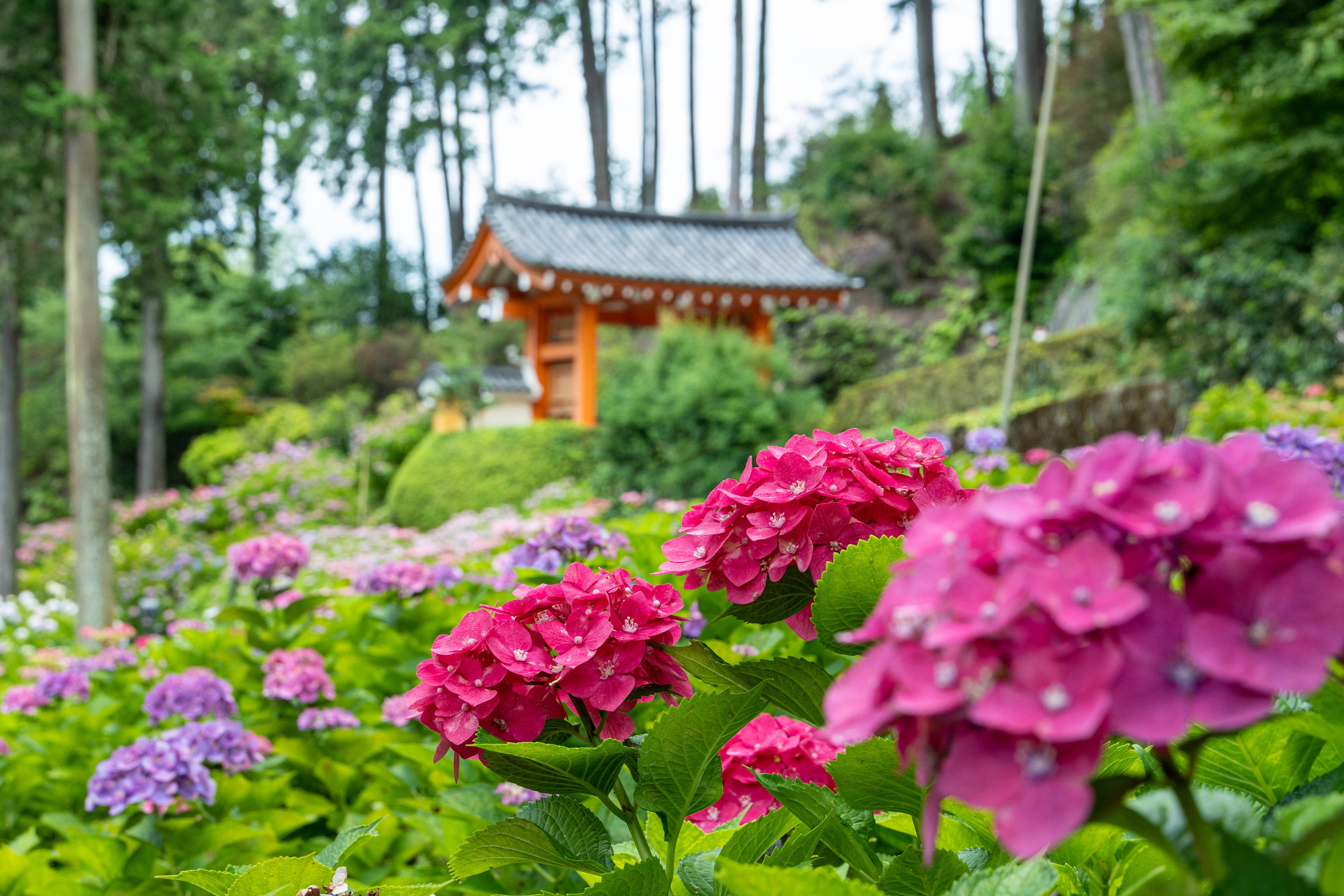
あじさい園（2022年6月）
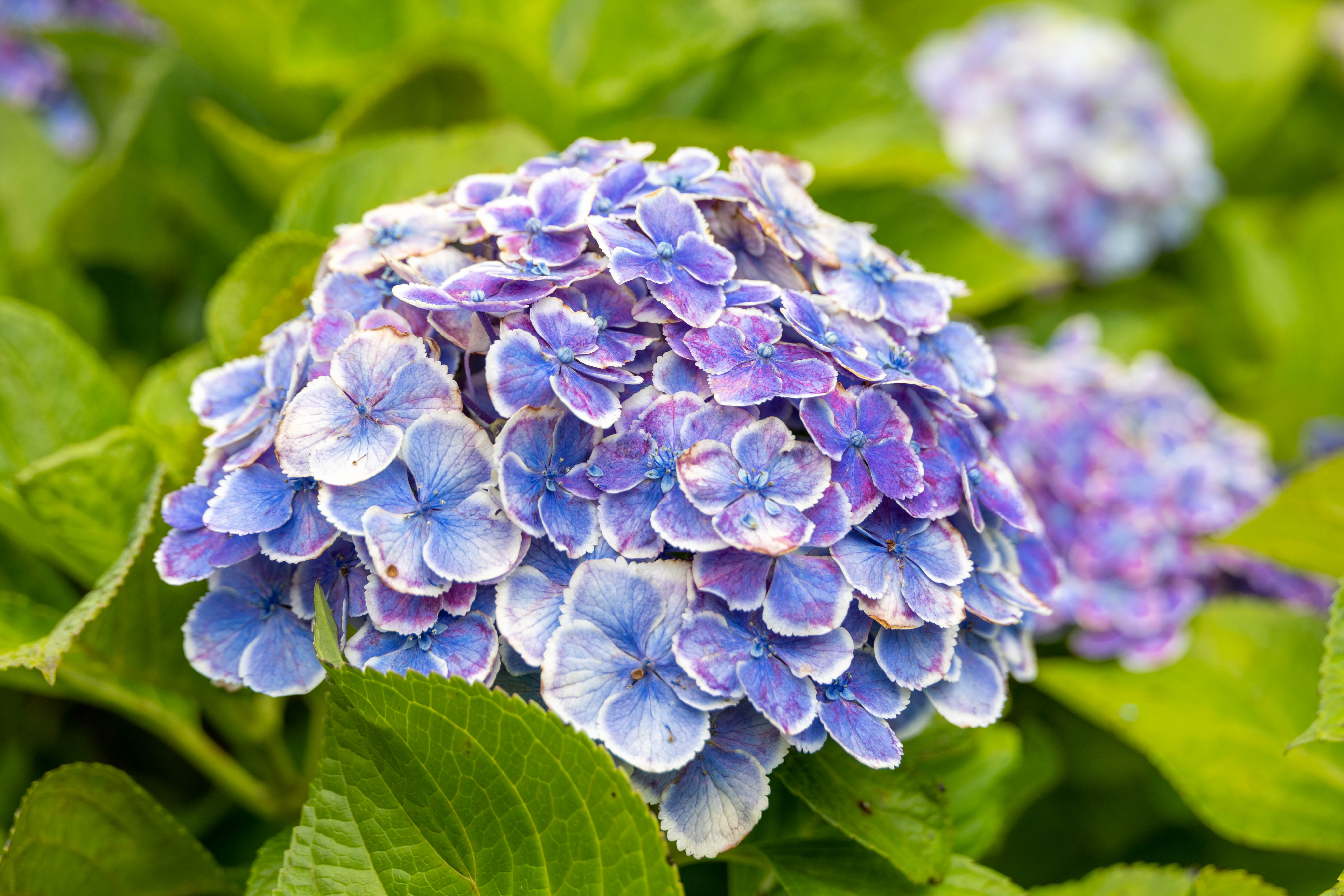
あじさい園（2022年6月）

## 文化財

### 重要文化財

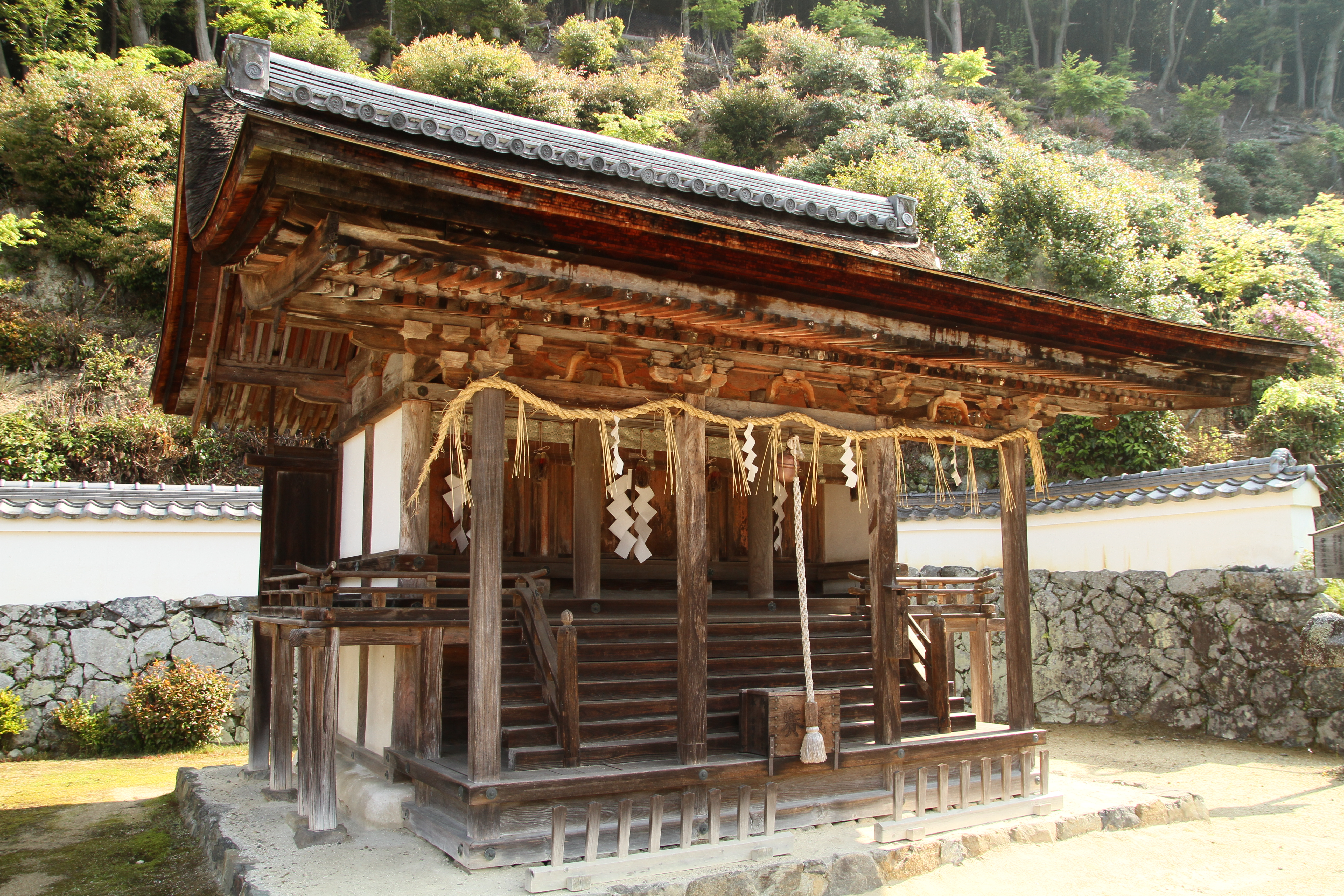
十八神社本殿（重要文化財）

- 木造阿弥陀如来坐像及び両脇侍坐像 - 平安時代後期の定朝様の作。両脇侍像は観音・勢至菩薩で三千院の阿弥陀三尊像の脇侍と同様の跪坐（ひざまずく）の姿勢をとる。1909年（明治42年）4月5日指定[6]。
- 木造釈迦如来立像 - 鎌倉時代。嵯峨清凉寺の本尊像を模した「清凉寺式釈迦如来像」の最古の遺品。1909年（明治42年）4月5日指定[6]。
- 木造毘沙門天立像 - 平安時代後期。1909年（明治42年）4月5日指定[6]。
- 十八神社本殿（所有者は十八神社） - 1923年（大正12年）3月28日指定[6]。

### 京都府指定有形文化財
下記の出典
- 本堂 - 江戸時代。1990年（平成2年）4月17日指定。
- 三重塔 - 江戸時代。1990年（平成2年）4月17日指定。
- 旧本堂蟇股 - 室町時代。1990年（平成2年）4月17日指定。
- 阿弥陀堂 - 江戸時代。1990年（平成2年）4月17日指定。
- 鐘楼 - 江戸時代。1990年（平成2年）4月17日指定。
- 絹本著色乾闥婆像 1幅
- 絹本著色朝熊山曼荼羅図 1幅
- 絹本著色如意輪観音像 1幅
- 絹本著色大威徳明王像 1幅
- 絹本著色両界曼荼羅図 金剛界 1幅
- 絹本著色両界曼荼羅図 胎蔵界 1幅
- 絹本著色宝楼閣曼荼羅図 1幅
- 絹本著色尊星王像 1幅
- 絹本著色十二天像 帝釈天 1幅
- 絹本著色十二天像 火天 1幅
- 絹本著色十二天像 焔魔天 1幅
- 絹本著色十二天像 羅刹天 1幅
- 絹本著色十二天像 水天 1幅
- 絹本著色十二天像 風天 1幅
- 絹本著色十二天像 毘沙門天 1幅
- 絹本著色十二天像 伊舎那天 1幅
- 絹本著色十二天像 梵天 1幅
- 絹本著色十二天像 地天 1幅
- 絹本著色十二天像 日天 1幅
- 絹本著色十二天像 月天 1幅
- 絹本著色両界曼荼羅図 胎蔵界 1幅
- 絹本著色両界曼荼羅図 金剛界 1幅

### 宇治市指定有形文化財
下記の出典
- 絹本着色如意輪観音像 - 鎌倉時代。1978年（昭和53年）3月25日指定。

## 寺宝
- 浮舟観音立像 - 平安時代。浮船の念持仏と伝えられる。

## 前後の札所
西国三十三所
9 興福寺　-　10 三室戸寺　-　11 醍醐寺（上醍醐・准胝堂）
神仏霊場巡拝の道
123 伏見稲荷大社　-　124 三室戸寺　-　125 平等院

## 所在地
- 京都府宇治市莵道滋賀谷21

## アクセス
- 京阪宇治線 三室戸駅より徒歩約15分。
- JR奈良線 宇治駅（JR）からバス利用。紫陽花の開花時期には臨時バスも増便される。
- 京阪宇治線 宇治駅（京阪）からバス利用。紫陽花の開花時期には臨時バスも増便される。

## 周辺
- 宇治市源氏物語ミュージアム
- 放生院
- 宇治上神社、宇治神社
- 福寿園宇治工房
- 興聖寺